# Sonic X-treme
Vous lisez un « article de qualité » labellisé en 2015.
Sonic X-treme est un projet de jeu vidéo de plates-formes de la série Sonic the Hedgehog. Développé par Sega Technical Institute, Sonic X-treme était destiné à capitaliser sur le succès de la mascotte de Sega en étant le premier opus de la série entièrement en trois dimensions et le premier conçu pour la Saturn. Au cours du développement du jeu, différents types de gameplay sont essayés tandis que l'intrigue est modifiée à plusieurs reprises.
Initialement prévu pour être un jeu de plates-formes en deux dimensions pour la Mega Drive, Sonic X-treme est finalement développé pour le compte de la Saturn et Windows, et devait sortir pour les fêtes de la fin de l'année 1996. Toutefois, le jeu reste coincé dans l'enfer du développement à la suite de plusieurs incidents, notamment en raison d'une visite des dirigeants de Sega of Japan qui sont insatisfaits du moteur graphique du jeu et de problèmes pour en concevoir un nouveau : ces aléas rendent le respect de la date de commercialisation impossible. Lorsque deux des programmeurs principaux du projet tombent gravement malades, le jeu est finalement annulé.
Les testeurs et journalistes de la presse vidéoludique estiment que l'annulation de Sonic X-treme est l'une des raisons de l'échec de la Saturn. Ils ont imaginé les conséquences sur le marché que sa sortie aurait pu engendrer, notamment en effectuant des comparaisons avec les jeux Super Mario 64 et Crash Bandicoot, dont les protagonistes sont les mascottes de Nintendo et Sony.

## Trame

### Scénario
Avec la constante évolution des consoles de Sega, des moteurs de jeu et des équipes de développement, de nombreux scénarios ont été envisagés pour Sonic X-treme. Selon l'un des développeurs, Christian Senn, environ six ou sept trames ont été étudiées durant les trois années qu'a duré la période de développement du jeu. Bien qu'originellement fondée sur la série d'animation Les aventures de Sonic, l'histoire principalement évoquée dans la presse spécialisée pour la version finale du jeu met en scène le professeur Gazebo Boobowski et sa fille, Tiara. Ces derniers sont les gardiens des six anneaux magiques de l'Ordre et de l'art ancien de la bague-forge. Gazebo et Tiara craignent que le docteur Robotnik ne s'empare des anneaux, et font appel à Sonic pour les récupérer avant lui. Le docteur Robotnik enlève Gazebo après la demande d'aide de ce dernier auprès de Sonic, obligeant le héros à récupérer les anneaux et libérer le professeur.

### Personnages
À un moment du processus de développement du jeu, il était possible de contrôler quatre personnages jouables ayant des caractéristiques et des facultés distinctes : Sonic, Knuckles, Tails et Tiara Boobowski. Outre le docteur Robotnik, deux personnages faisant office de boss, Nack la belette et Metal Sonic pour le dernier niveau, devaient être inclus dans le jeu. Des personnages issus de la bande dessinée Sonic the Hedgehog devaient également intégrer le jeu, notamment Sally Acorn. Enfin, Sonic doit sauver des Mips, des petits personnages aux mouvements particuliers. Différents mouvements ont été conçus pour les personnages, comme le lancer d'anneau de Sonic, qui a finalement été abandonné au cours du développement,.

## Système de jeu

### Fonctionnement des niveaux
Pour développer la « formule Sonic » traditionnelle, les niveaux du jeu prennent la forme d'une sphère. Sonic est capable de marcher sur les murs, modifiant ainsi la gravité et la direction de la rotation du niveau, à l'image des épreuves spéciales du jeu Knuckles' Chaotix. Afin d'observer le monde qui l'entoure, Sonic dispose également d'une caméra à objectif fisheye. Selon le producteur exécutif, Mike Wallis, « Sonic est libre de se déplacer dans un environnement en 3D entièrement ouvert. Avant, dans les jeux en 2D, les choses étaient limitées à un chemin très linéaire, alors que maintenant il peut courir en plein air sans aucune restriction à son chemin. La rotation à 360 degrés permet de créer de nouveaux éléments de gameplay. Cela signifie que Sonic peut maintenant faire des choses comme courir sur un mur ou sur un plafond et explorer de nombreuses nouvelles zones cachées ». Christian Senn souligne que le gameplay en 3D de ce jeu reste fidèle à la série car Sonic doit collecter des anneaux et aller à toute vitesse dans les niveaux de jeu. Wallis mentionne également l'organisation générale du jeu, composé de quatre zones de trois niveaux chacun, ponctuées par un niveau boss. Parmi ces zones, il y a, selon Mike Wallis, Jade Gully, un monde de collines vertes, Crystal Frost, un univers hivernal, Red Sands, un environnement désertique, et Galaxy Fortress, un monde futuriste. Les niveaux de chaque zone se focalisent sur la vitesse, l'exploration et la résolution d'énigmes,.

### Capacités de Sonic
Outre les facultés qu'il possédait dans les précédents opus de la série, comme le SpinDash, Sonic devait bénéficier de nouvelles capacités dans Sonic X-treme. Parmi elles, la technique du Power Ball permet au héros de frapper les ennemis situés en dessous de lui tandis que le SpinSlash consiste en une attaque à 360 degrés effectuée avec les pointes de Sonic lorsqu'il est en vol. Le SpinBash, variante du SpinDash, permet d'attaquer rapidement de face les adversaires et le Super Bounce est un saut permettant d'atteindre des endroits très élevés. Grâce à la technique du Ring Throwing, Sonic peut également lancer sur ses ennemis des anneaux déjà ramassés. Toutefois, selon Mike Wallis, le SpinSlash et le Ring Throwing ont été abandonnés au cours du développement : la première technique étant « trop similaire au SpinDash » et la seconde ne fonctionnant pas avec le gameplay de Sonic X-treme,.
Sonic pouvait se défendre grâce au Ring Shield, un bouclier protecteur récupérable en échange d'un certain nombre d'anneaux, ce qui lui permettait aussi d'effectuer une attaque à 360 degrés. Christian Senn explique que le système de bouclier de Sonic devait d'ailleurs évoluer. En effet, celui-ci était articulé autour des six éléments des Anneaux de l'Ordre qu'il devait récupérer. Une hiérarchie entre ces pouvoirs a été établie et Sonic pouvait les combiner. Les éléments étaient interdépendants et classés comme suit : le Metal permettait de briser la roche, le Rock protégeait de la foudre, le Lightning électrifiait l'air, le Wind éteignait le feu, le Fire évaporait l'eau, et le Water rouillait le métal.

## Développement

### Le projetSonic 16sur Mega Drive
Avec l'achèvement de Sonic and Knuckles en 1994, Sega commence à travailler sur le prochain jeu de la série Sonic, connu lors de son développement sous le nom de Sonic X-treme, qui aurait été le premier jeu de la franchise à disposer de graphismes entièrement en trois dimensions. Le développement de ce jeu est entamé par Sega Technical Institute, un studio basé aux États-Unis qui a déjà travaillé sur de précédents opus de la série sur la Mega Drive, car le studio japonais Sonic Team devait finaliser Sonic and Knuckles. Initialement, Sonic X-treme, appelé à cette époque Sonic 16, est conçu pour être publié sur la Mega Drive en tant que jeu de plates-formes à défilement parallaxe, comme ce fut le cas des autres jeux Sonic de cette console,.

### Sonic Marssur 32X: l'émergence des tensions entre Sega of America et Sega of Japan
À l'approche de l'ère des consoles 32 bits, le jeu est transféré sur la 32X pour des raisons marketing et est connu à ce stade du développement sous les noms Sonic 32X et Sonic Mars, d'après le nom de développement project Mars de la 32X,,. L'équipe de Sega Technical Institute est renforcée par l'arrivée du programmeur Ofer Alon et du designer Chris Coffin, chargé de concevoir un moteur graphique spécifique aux niveaux de boss. Christian Senn, le directeur artistique, et Michael Kosaka, designer et producteur, sont chargés d'écrire le script du jeu et d'imaginer de nouveaux décors, ennemis et actions pour le gameplay. Toutefois, le fait que la 32X soit encore au stade de développement pose des contraintes d'ordre technique à la conception du jeu. De plus, à ce stade, le design du jeu a beaucoup évolué et inclut un environnement à défilement parallaxe en 2,5D,.
Une première démo est montrée à Tom Kalinske, le président de Sega of America, et à Shinobu Toyoda, son vice-président, qui n'en sont pas satisfaits en raison de son caractère archaïque, qui contraste avec l'avant-gardisme dont jouit Donkey Kong Country à l'époque. Yuji Naka, concepteur de la Sonic Team, à l'origine de la série Sonic, visionne également cette vidéo de démonstration : selon Christian Senn, Naka estimait que le projet est « beaucoup trop ambitieux par rapport aux capacités offertes » par la 32X, mais surtout, il craignait que la série soit « dénaturée » par le passage à la 3D. En effet, il « était convaincu que [cela] engendrerait tout un tas de problèmes qui obligeraient les développeurs à revoir certaines mécaniques du jeu et finalement, à s'éloigner de l'essence originelle de la série ».
De son côté, Sega of America imagine une console 32 bits utilisant un support cartouche en partenariat avec Nvidia afin de concurrencer directement la future Nintendo 64. Ce projet est néanmoins abandonné à la suite de la volonté de Sega of Japan de développer une console à support CD, la Saturn. Finalement, le développement de Sonic X-treme se focalise sur un jeu de plates-formes entièrement en 3D, et pour réussir cet objectif, le projet qui devait être accueilli sur 32X, console qui ne convainquait pas l'équipe de développement, est porté sur Saturn, le support CD étant plus adapté aux ambitions techniques de Sega Technical Institute. L'été 1995 est également marqué par le départ de Michael Kosaka, en conflit avec Dean Lester, un des producteurs du jeu,.

### Sonic X-tremesur Saturn et PC: conflits internes, ambitions personnelles et maladies

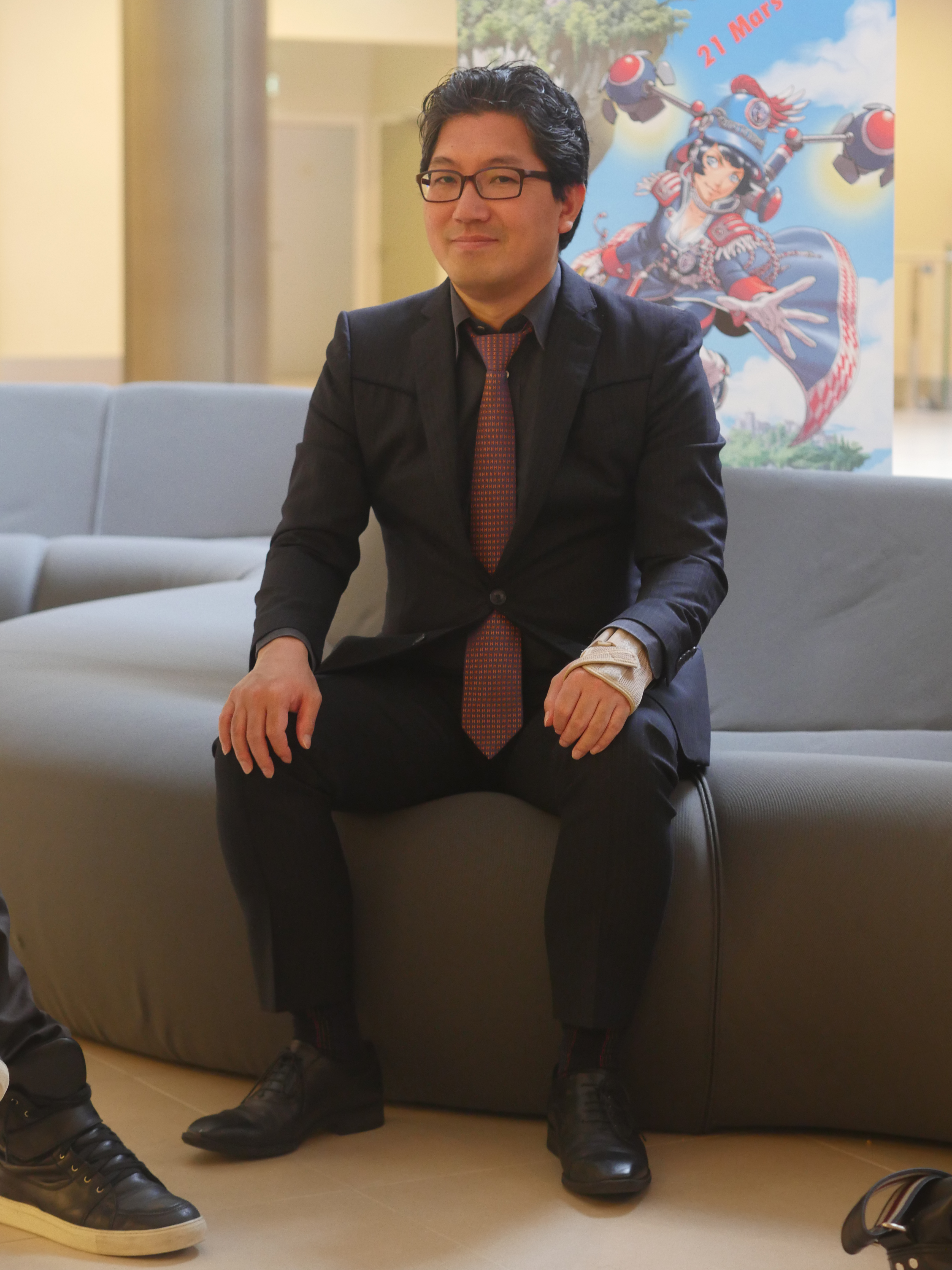
Yuji Naka, créateur du moteur de jeu de Nights into Dreams, intervient auprès de la direction de Sega afin que celui-ci ne soit pas utilisé pour aider la conception de Sonic X-treme.

Le design du jeu ayant changé de manière significative, dépassant alors les capacités techniques de la 32X, le portage du jeu est désormais confié à la Saturn, dont l'annonce d'un jeu Sonic entièrement en 3D représente un atout commercial majeur. En réalité, il s'agit d'un environnement en 3D où évoluent des sprites en 2D. La version Saturn du projet est ainsi confiée à deux équipes de développement en parallèle. Une équipe, dirigée par le designer Chris Senn et le programmeur Ofer Alon, est chargée de la conception de l'essentiel du jeu sur PC, qui doit être ensuite convertie sur Saturn,. L'autre équipe, dirigée par Robert Morgan, et incluant notamment le programmeur Chris Coffin, se voit confier le portage du travail de la première équipe sur Saturn tout en développant la libre-itinérance et le moteur de jeu en 3D des arènes de boss. La caméra fixe à défilement horizontal développée par Senn et Alon, capable de « se déplacer librement dans toutes les directions », est similaire à celle du jeu Bug! et comporte un système de vue à objectif fisheye (appelé le Reflex Lens), qui donne un large angle de vue sur l'action. En conséquence, les niveaux semblaient se déplacer autour de Sonic. Néanmoins, bien que le système de Senn et Alon fonctionne parfaitement sur PC, ce n'est pas le cas pour le portage sur console. Robert Morgan, le directeur technique de STI, informe dès lors ces derniers que la conversion de la version sur PC sera effectuée par une société indépendante, Point Of View (POV), en réalité dirigée par Morgan lui-même, mettant ainsi à l'écart les deux développeurs qui quittent le projet,.
En mars 1996, des représentants de Sega of Japan, dont le directeur général Hayao Nakayama, visitent le siège de Sega Technical Institute (STI) pour évaluer l'avancée du projet. Ils ne sont pas impressionnés par les performances sur Saturn du moteur principal de jeu conçu par POV, celui-ci étant archaïque, fondé sur une ancienne version du moteur créé par Ofer Alon, et développé par une équipe inexpérimentée. Toutefois, appréciant le moteur graphique conçu pour les niveaux de boss, Nakayama demande que l'intégralité du jeu soit repensée autour du moteur de jeu de Coffin,,. Chris Senn et Ofer Alon, qui continuent toutefois de travailler sur la version PC du jeu, n'ont pas l'occasion de présenter leur travail,.
En avril 1996, Bernie Stolar, ancien dirigeant de Sony Computer Entertainment America, est nommé vice-président Sega of America. Désireux de concurrencer la Nintendo 64, dont la date de sortie est prévue pour les fêtes de fin d'année, il demande à Roger Hector, le patron de Sonic Technical Institute, de former une nouvelle équipe de développement autour de Chris Coffin dans les plus brefs délais. Stolar la fait installer dans les anciens locaux du studio de développement afin qu'elle se consacre exclusivement à la conception du jeu, nommé en interne Project Condor : les développeurs mangent et dorment sur place et doivent travailler plus de 15 heures par jour pour tenir les délais. Il demande également à Mike Wallis ce qu'il pourrait faire pour aider le projet à respecter son échéance. Wallis suggère alors que le moteur de jeu de Nights into Dreams, développé par Sonic Team, serait utile au développement de Sonic X-treme. Stolar, en accord avec Wallis, acquiert ce moteur de jeu, mais son créateur et programmeur principal des jeux Sonic sur Mega Drive, Yuji Naka, se plaint auprès de Hayao Nakayama, le président de Sega of Japan, pour qu'il empêche l'utilisation de son moteur graphique par STI, menaçant de quitter l'entreprise,. La perte du moteur de Nights into Dreams fait ainsi perdre deux semaines au développement du jeu.
Senn et Alon, qui ne se sont pas laissés décourager par le rejet de leur moteur de jeu, continuent au printemps 1996 de travailler avec celui-ci, dans l'espoir de le soumettre à Sega Entertainment, la division PC de Sega. Toutefois, il est de nouveau rejeté, poussant Alon, qui n'avait déjà pas supporté d'être écarté du portage sur Saturn, à quitter la firme japonaise,,. Aucune partie de l'équipe de Sonic Technical Institute n'a travaillé dans l'unité au cours du développement de ce jeu. En effet, selon Mike Wallis, « nous avions des artistes qui faisaient de l'art pour des niveaux qui n'avaient pas encore été conçus. Nous avions des programmeurs, qui attendaient et attendaient et attendaient jusqu'à ce que tous les moindres détails aient été conçus, et nous avions les concepteurs qui faisaient absolument ce qu'ils voulaient. C'était la pagaille, et à cause de la politique interne, il était encore plus difficile d'obtenir un travail accompli ».
En août, Chris Senn, devenu alors coordinateur du projet, mais usé par le travail, tombe malade au point qu'une infirmière lui annonce qu'il ne lui reste plus que six mois à vivre. Il survit finalement au projet, tandis que Chris Coffin, qui vit littéralement dans les locaux de STI, travaille près de vingt heures par jour durant les sept à huit dernières semaines et développe un cas grave de pneumonie. Mike Wallis n'a à sa disposition qu'une version inachevée de Sonic X-treme à moins de deux mois de l'échéance. Ne souhaitant pas mettre plus en péril la santé de Coffin et sachant qu'il est impossible de terminer le jeu à temps, il prend la décision d'annuler le projet. Sega annonce d'abord en fin d'année que la sortie du jeu est simplement reportée au début de l'année 1997, puis que le projet est annulé à cette même date,.
Chris Senn fait le bilan du projet Sonic X-treme : « manque d'expérience, mauvaises stratégies marketing, problèmes d'égo et de politique interne, ambition démesurée, timing inadéquat, communication bancale. Autant d'ingrédients néfastes qui ne pouvaient conduire qu'à l'échec. Porter Sonic en 3D pour la première fois était un immense pari. Pas en termes de gameplay, mais bel et bien sur les plans techniques et technologiques. D'autant que le support, et donc le hardware, ont changé maintes fois. Et qui dit changement de support, dit trous dans le budget et pression accrue sur l'équipe de développement, en plus des nombreuses pertes de temps que cela a pu engendrer. Finalement, et de manière assez ironique, Sega a stoppé net le développement au moment où le moteur graphique était quasiment prêt à la production… ».

## Conséquences de l'annulation
Après l'annulation de Sonic X-treme, Sega décide de se concentrer sur le portage sur Saturn de Sonic 3D: Flickies' Island sort sur Mega Drive, tandis que Sonic Team finalise Nights into Dreams pour la fin d'année 1996. La focalisation sur ce jeu explique notamment qu'aucun jeu original de la série Sonic n'est paru sur Saturn. Sonic Team a également commencé à travailler sur un projet de jeu Sonic en 3D pour la Saturn. Celui-ci a abouti à Sonic Adventure, destiné à l'origine à la Saturn, mais finalement publié sur Dreamcast, Sega préférant exploiter une console plus récente. Selon Yuji Naka, des restes du projet Sonic X-treme peuvent être aperçus dans la compilation de jeux Sonic Jam,. L'équipe de développement Sega Technical Institute est quant à elle officiellement dissoute en 1996 en raison des divers changements de direction au sein de Sega of America.
Pendant de nombreuses années, mis à part les captures d'écran publiées par les médias avant son annulation, très peu de contenus issus du jeu sont révélés. Cependant, en 2006, une copie d'un moteur de jeu conçu très tôt dans le développement de Sonic X-treme est vendue aux enchères à un collectionneur anonyme pour 2 500 dollars. Une image au format GIF du gameplay est initialement parue, puis l'image disque est dévoilée au public le 17 juillet 2007, après qu'un projet de collecte de fonds mené par la communauté du site internet Assemblergames l'a racheté au collectionneur. En 2006, Chris Senn ouvre le site internet Sonic Xtreme Compendium et commence à dévoiler au public un grand nombre d'informations relatives à l'histoire du développement du jeu, notamment des séquences vidéo du début du jeu, un personnage jouable nommé Tiara et de nombreuses musiques inédites créées pour Sonic X-treme. Il a pour cela obtenu l'accord de Hirokazu Yasuhara, le concepteur des niveaux de la plupart des jeux Sonic sortis sur les consoles 16 bits, pour publier des cartes de jeu qui devaient être insérées au projet. Avec la communauté de son site internet, Senn annonce son intention de recréer le jeu, mais ce projet, nommé Project S, est annulé en janvier 2010.
Au début de l'année 2015, les membres du fansite Sonic Retro obtiennent le code source de Sonic X-treme, qu'ils peaufinent pour en faire une version jouable, disponible en téléchargement. Cette version est en grande partie fidèle à l'original, et diffère de celui-ci par de simples modifications apportées au moteur de jeu afin de le rendre jouable et opérationnel sur des ordinateurs modernes. La première version publiée par les membres de Sonic Retro ne dispose que d'un niveau, celui ayant pour cadre la jungle, ayant été montré dans la vidéo promotionnelle réalisée pour l'Electronic Entertainment Expo 1996. Le joueur ne peut cependant pas collecter les anneaux normalement présents dans le jeu. Toutefois, l'équipe à l'origine de la sortie de ce niveau espère être en mesure d'en publier plusieurs autres à l'avenir.

## Postérité
L'échec de Sonic X-treme a souvent été cité comme l'une des raisons de l'échec de la Saturn,. En effet, la série Sonic the Hedgehog est considérée comme la licence phare de Sega, ayant fortement contribué au succès de la console précédente de Sega, la Mega Drive. De plus, Sony et Nintendo ont sorti rapidement leurs succès respectifs (Crash Bandicoot et Super Mario 64), donc les fans de Sega attendaient une suite similaire, à savoir une version 3D de Sonic. Avec l'annulation de Sonic X-treme, la Saturn n'a jamais eu son jeu exclusif de la licence Sonic. La console accueille toutefois un portage de Sonic 3D: Flickies' Island, jeu sorti initialement sur Mega Drive, et Sonic Jam, une compilation des quatre premiers jeux de la série publiés sur cette console, ainsi que le jeu de courses Sonic R. Le premier jeu de plates-formes Sonic en 3D est finalement Sonic Adventure sur Dreamcast en 1998, à la sortie de la console.
Après l'annulation du projet, les fans et les journalistes ont spéculé quant à l'impact sur le marché qu'aurait eu Sonic X-treme. David Houghton, du site GamesRadar+, décrit la perspective d'un « bon jeu Sonic en 3D » sur Saturn, mais compare cette situation à celle « si les dinosaures n'avaient pas disparu ». Travis Fahs, du site IGN, estime que ce jeu représente « non seulement un tournant pour la mascotte de Sega et leur console 32 bits, mais aussi pour l'entreprise tout entière » et note qu'il s'agit d'une déception « pour les ambitions de Sega et les espoirs de leurs fans ». Dave Zdyrko, qui gérait un important site internet pour les fans de la Saturn pendant l'exploitation de cette console, émet un avis plus nuancé : « je ne sais pas si [Sonic X-treme] aurait pu sauver la Saturn, mais… Sonic a contribué au succès de la Mega Drive et ça n'avait absolument aucun sens qu'il n'y ait pas un super nouveau jeu Sonic prêt pour ou peu après le lancement de la [Saturn] ». Dans une rétrospective en 2013, le producteur exécutif Mike Wallis maintient que Sonic X-treme « aurait été assurément compétitif avec Super Mario 64 de Nintendo ». Des sites spécialisés comme GamesRadar+ et Destructoid estiment que ce jeu aurait été une source d'inspiration pour des jeux ultérieurs, comme Super Mario Galaxy, sorti en 2007,. Des journalistes ont également relevé des similarités entre Sonic X-treme et Sonic Lost World, paru en 2013, notamment en raison des graphismes qui rappellent ceux des opus sortis sur Mega Drive, de la présence d'une caméra à objectif fisheye et de l'attraction gravitationnelle utilisée pour le gameplay de ce jeu,.